# Мйонув
Мйонув (пол. Mionów) — село в Польщі, у гміні Ґлоґувек Прудницького повіту Опольського воєводства.
Населення — 205 осіб (2011).

## Демографія
Демографічна структура станом на 31 березня 2011 року:
|          | Загалом | Допрацездатний вік | Працездатний вік | Постпрацездатний вік |
| -------- | ------- | ------------------ | ---------------- | -------------------- |
| Чоловіки | 102     | 19                 | 65               | 18                   |
| Жінки    | 103     | 18                 | 60               | 25                   |
| Разом    | 205     | 37                 | 125              | 43                   |